# Mother Love (piosenka Queen)
Mother Love – utwór zespołu Queen, pochodzący z albumu Made in Heaven, wydanego w roku 1995, po śmierci Freddiego Mercury’ego w 1991. Autorstwo utworu przypisuje się Mercury’emu i Brianowi Mayowi. „Mother Love” to ostatni utwór z wokalem Mercury’ego nagrany w maju 1991 roku, 6 miesięcy przed jego śmiercią.

## Szczegóły
„Mother Love” to ostatni utwór napisany wspólnie przez Mercury’ego i Maya, a także ostatnie wokale nagrane przez Mercury’ego. Partie wokalne Mercury’ego zostały nagrane między 13 a 16 maja 1991 roku, po nagraniu albumu Innuendo.
Na swojej oficjalnej stronie internetowej May opowiedział o sposobie, w jaki razem z Mercurym skomponowali utwór (sesje odbywali razem, jak i osobno, świadomi natury zarówno kompozycji muzycznej, jak i tekstu piosenki). Gdy utwór był już prawie gotowy, Mercury zakomunikował Mayowi, że musi odpocząć, ale wróci by dokończyć utwór. Jak się miało okazać, nigdy już nie powrócił do studia, a ostatnią zwrotkę piosenki zaśpiewał May.
Utwór zamyka sampel ze słynnego koncertu zespołu na stadionie Wembley w 1986 roku, a także fragmenty studyjnych ścieżek dźwiękowych otwierających utwory „One Vision” i „Tie Your Mother Down”.
Ponadto na końcu utworu, w zaledwie kilku sekundach, zawarte zostały wszystkie studyjne utwory zespołu Queen połączone w jedną całość, a następnie wielokrotnie przyśpieszone za pomocą magnetofonu.
Na utworze znalazł się również fragment ścieżki dźwiękowej coveru „Goin’ Back”, piosenki autorstwa Carole King i Gerry’ego Goffina, na której Mercury zaśpiewał główne wokale w 1972 roku. Cover został wydany jako strona B singla „I Can Hear Music”, piosenki zespołu Ronettes, w aranżacji Larry Lurex, niedługo przed wydaniem debiutanckiego albumu Queen. Utwór zamyka płacz dziecka.

## Skład zespołu
- Freddie Mercury – główny wokal, automat perkusyjny
- Brian May – wokal w ostatniej zwrotce, gitary, instrumenty klawiszowe
- Roger Taylor – perkusja
- John Deacon – gitara basowa